# Maximilienne Guyon
Pour les articles homonymes, voir Guyon.
Maximilienne Guyon, dite aussi Maximilienne Goepp (1868-1903) est une artiste, peintre de portraits, aquarelliste, graveuse, illustratrice et enseignante française de la Belle Époque.

## Biographie
Née en 1868, (Maximilienne) Marie Annette Guyon est élève de l'Académie Julian, Maximilienne Guyon suit l'enseignement des peintres Gustave Boulanger, Jules Lefebvre et Tony Robert-Fleury. Par la suite, elle exerce à son tour comme enseignante, et se lie à la princesse Mathilde qui admirait ses aquarelles.
Son travail de peintre est remarqué au Salon à partir de 1888 ; cette année-là, lors de l'« Exposition de Blanc et Noir », elle reçoit la médaille d'or des pastels. Lors de l'Exposition universelle de 1889, elle reçoit la médaille d'argent et se voit accorder une bourse de voyage.
Elle fait partie de la délégation de femmes françaises artistes présentées à l'Exposition universelle de 1893 à Chicago, regroupées dans le Woman's Building.
Plusieurs de ses dessins sont gravés pour illustrer Le Petit Piano, journal de lecture musicale, supplément de La Mode illustrée (1894). De 1895 à 1898, elle publie des œuvres qui sont gravées pour Le Monde illustré. Elle collabore également au Soleil du dimanche, aux numéros de Noël 1894 et 1897 de L'Illustration. « Maris Stella » est reproduite dans L'Estampe moderne de juillet 1898 (Musée d'art de Dallas).
Elle a aussi produit des affiches et des illustrations pour des livres.
Son fonds d'atelier situé au 82 boulevard Bineau à Neuilly-sur-Seine fut dispersé aux enchères les 10 et 11 janvier 1904.
Elle épouse en 1889 le peintre Georges Charles Albert Goepp (1860-?), avec qui elle a un fils, Albert Olivier Maxime Goepp (1890-?).

## Affiches
- Rhum des Ilets supérieur à tous les autres, lithographie, Paris, Courmont frères, 1897 - sur Gallica.
- Byrrh, s.d., concours d'affiche.

## Livres illustrés

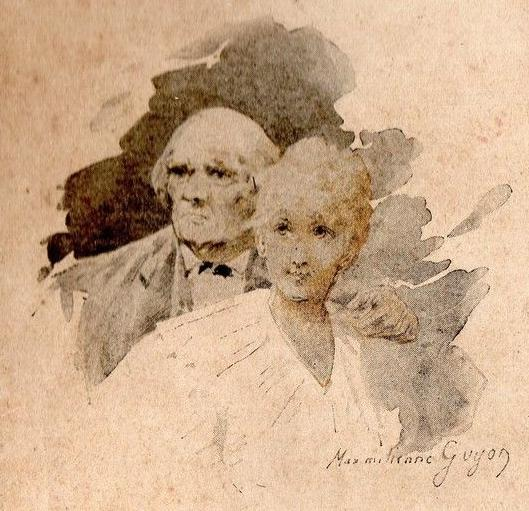
Illustration pour la couverture de Yan de Jean Rameau (1895).

- Jean Rameau, Yan, 24 dessins, Paris, Paul Ollendorff, 1895 - sur Gallica.
- André Theuriet, Années de printemps, Paris, Paul Ollendorff, 1896.
- (en) Work of Honoré de Balzac, « Centenary Edition », illustr. de Jules Girardet et M. Guyon, 34 volumes, Boston, Little Brown, 1905.

## Peintures
- 1888 : La Violoniste, huile sur toile, 220 x 135 cm[7]
- 1889 : Pierrot, présenté au Salon
- 1896 : La Diseuse de bonne aventure[8]
- 1899 : Une Rupture, huile sur toile, 280 x 200 cm, Salon de 1899
- 1903 : Portrait de Mme d'Hauterive, née Dumas, 101 x 64 cm, pastel, aquarelle, musée Alexandre-Dumas de Villers-Cotterêts
- [s.d.], Les Ramendeuses
- Femme Nue,  collection Memory Foundation
- [s.d.], Jeune Fille accoudée, huile sur toile, 82 × 65 cm, ancienne collection Rothschild, musée municipal de La Roche-sur-Yon[9].
- [s.d.], Jeune Fille rousse tenant un livre, gouache sur papier collé sur carton, 73,2 x 60 cm, ancienne collection Rothschild, musée des beaux-arts et d'archéologie de Besançon[10].

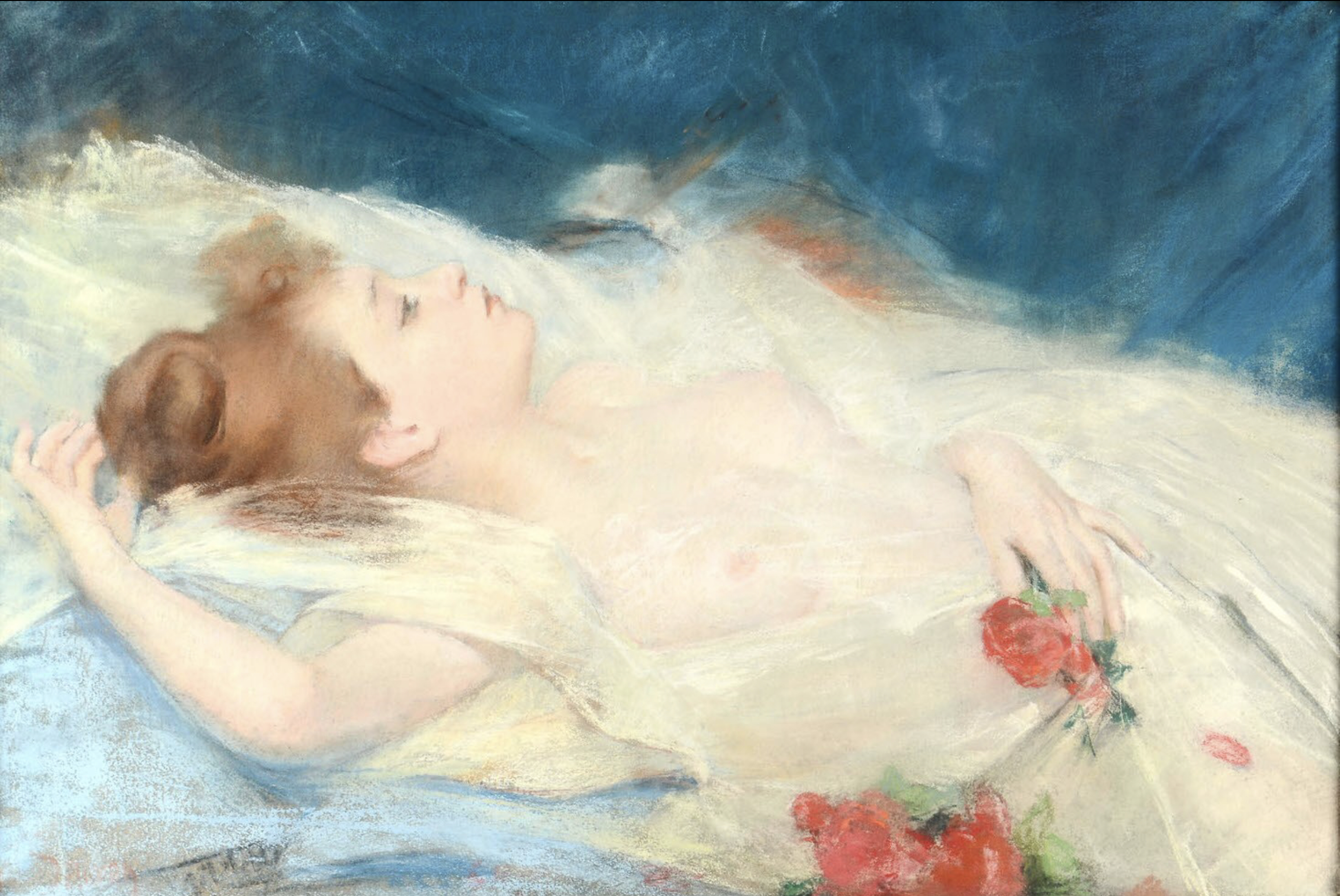
Femme Nue, collection Memory Foundation.
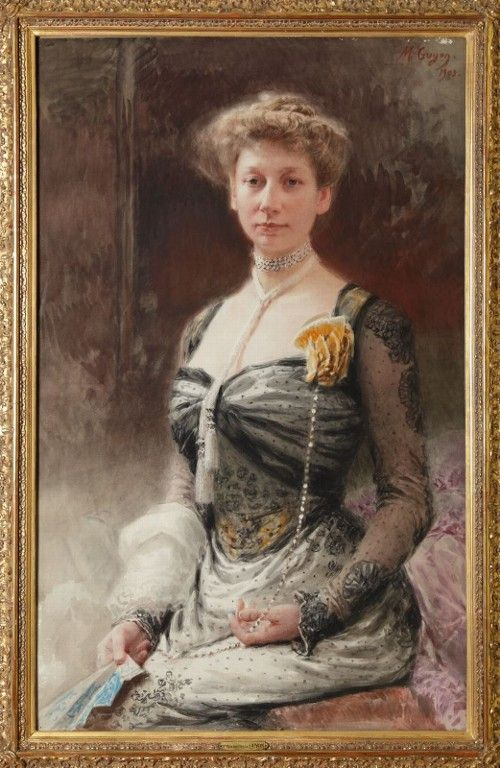
Portrait de Mme d'Hauterive, née Dumas, musée Alexandre-Dumas de Villers-Cotterêts.
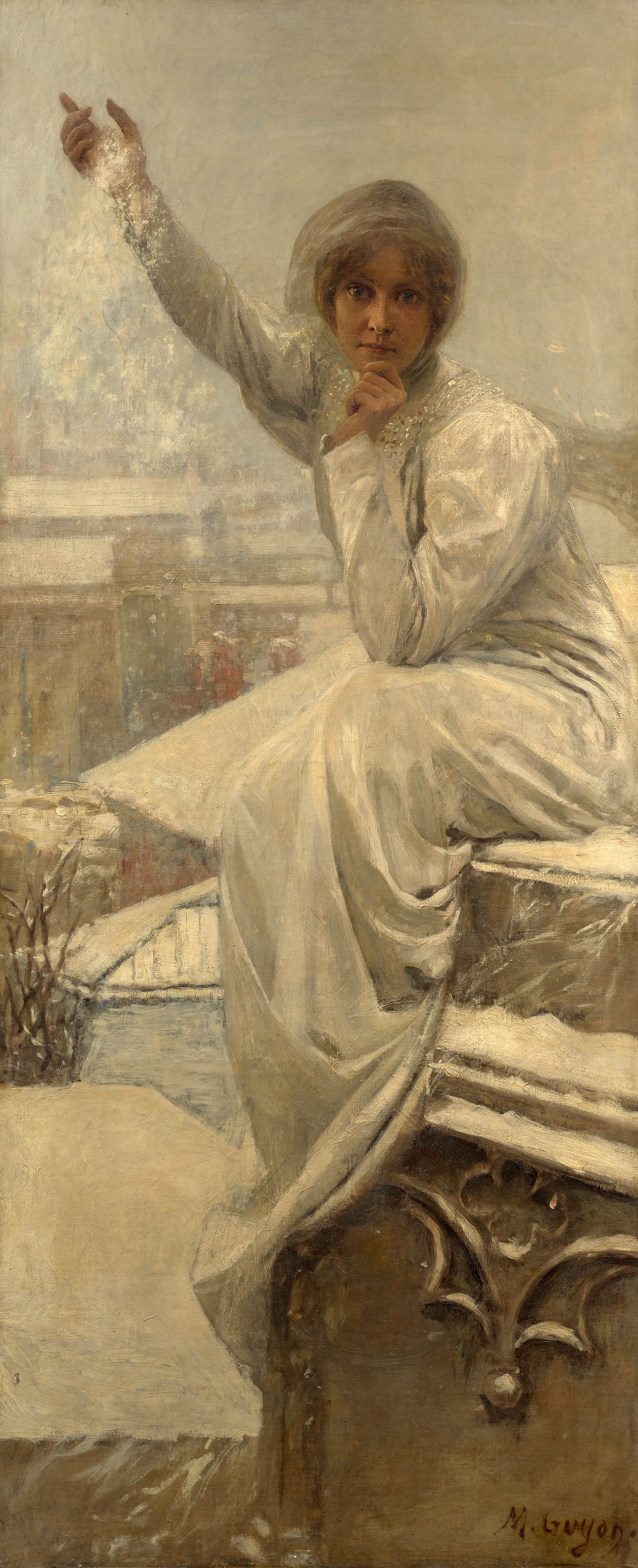
Allégorie de l'hiver (La Neige), coll. priv..